# Ліванов Дмитро Вікторович
Дмитро Вікторович Ліванов (нар. 15 лютого 1967 року) — російський державний діяч, педагог.
Спеціальний представник Президента Російської Федерації з торгово-економічних зв'язків з Україною (з 19 серпня 2016 по 5 жовтня 2018 року).
Міністр освіти і науки Російської Федерації (2012—2016).
Доктор фізико-математичних наук, професор.

## Життєпис
Народився 15 лютого 1967 року. У 1990 році закінчив з відзнакою фізико-хімічний факультет Московського інституту сталі і сплавів за фахом «фізика металів». У 1990—1992 роках навчався в очній аспірантурі МИСиС, захистив дисертацію на здобуття наукового ступеня кандидата фізико-математичних наук за темою «Перенесення тепла взаємодіючими електронами в надпровідниках і нормальних металах».
У 1992—2000 роках — науковий співробітник і старший науковий співробітник лабораторії синтезу; доцент на кафедрі теоретичної фізики МИСиС.
У 1997 році захистив дисертацію на здобуття наукового ступеня доктора фізико-математичних наук за темою «Термоелектричний ефект і перенесення тепла в електронних системах із взаємодією».
У 1997—2000 роках — заступник проректора МИСиС з наукової роботи.
У 2000—2004 роках — проректор з міжнародного співробітництва; професор кафедри теоретичної фізики того ж інституту.
У 2003 році закінчив Московську державну юридичну академію за спеціальністю «юриспруденція».
У 2004—2005 роках — директор департаменту державної науково-технічної та інноваційної політики Міністерства освіти і науки Російської Федерації.
У 2005—2007 роках — статс-секретар — заступник міністра освіти і науки Російської Федерації.
З квітня 2007 року — ректор Національного дослідницького технологічного університету «МИСиС».
У 2009 році увійшов до списку осіб, включених в «першу сотню» резерву управлінських кадрів, які перебувають під патронатом президента Російської Федерації.
21 травня 2012 по 19 серпня 2016 рр. — міністр освіти і науки Російської Федерації.
19 серпня 2016 року — Спеціальний представник Президента Російської Федерації з торгово-економічних зв'язків з Україною

## Автор праць
Автор понад 60 наукових робіт, в тому числі 49 — в зарубіжній пресі;
- підручник для вузів «Фізика металів» (2006).

## Нагороди та відзнаки
- Золота медаль РАН для молодих вчених (2000);
- Лауреат премії Уряду Російської Федерації 2011 року в галузі освіти.